# Стецюк Ігор Олегович
І́гор Оле́гович Стецю́к (21 червня 1958, Кривий Ріг, Дніпропетровська область, Українська РСР) — радянський і український композитор. Професор. Заслужений діяч мистецтв України.

## Життєпис
Народився 21 червня 1958 р. у місті Кривий Ріг. Закінчив Київський інститут культури (1981) та Київську консерваторію (нині Національна музична академія України) (1985, клас професора Андрія Штогаренка).  Член Національної спілки композиторів України.
Працював на посаді професора Національної музичної академії України імені П. І. Чайковського та Київського національного університету театру, кіно та телебачення імені І. К. Карпенка-Карого. В 2015—2018 рр. також викладав в Інституті журналістики Київського національного університету імені Тараса Шевченка.

## Творчість

### Симфонічні і камерні твори
Автор симфонічної, камерної, джазової та популярної музики, а також музики до чотирьох десятків кіно- та телефільмів, зроблених в Україні, Росії, Німеччині, Франції, Італії та США. Один з фундаторів вітчизняної школи електронної музики.
Серед творів: «Танці таїнств» (Sacral Dances), фантазія у стилі симфо-джаз-рок (2011), «Джоді-сюїта» для оркестру та чоловічого хору (2007), «Це твоя країна», сюїта для симфонічного оркестру, академічного та дитячого хорів, вокальної фольклорної групи, народних інструментів, рок-групи, синтезатора (1999), «Павана», композиція для симфонічного оркестру, хору, вокальної фольклорної групи, сопрано та гітари на тему Г. Форе (1997), «Ще не вмерла Україна», композиція для восьми солістів, симфонічного оркестру, дитячого хору та рок-групи на мелодію М. Вербицького, вірш П. Чубинського (2000) (аудіозапис цієї версії Державного Гімну України розташовано у залі духовних досягнень українського народу в Національному музеї історії України), Регтайм для струнних та ударних (1990), Кончерто гроссо для флейти, клавесина та камерного оркестру (1986), Квартет для двох скрипок, альта та віолончелі (1987), Весняний триптих для хору a cappella (1987), цикл інтерпретацій для електронних синтезаторів творів світової музичної класики (1983–1990); музика до театральних вистав, телешоу, музичне оформлення телеканалів та радіостанцій; композиції в стилі джаз-рок, пісні; обробки, аранжировки, транскрипції та перекладення світової академічної, джазової та пісенної класики для різних складів виконавців.
Художньо-естетичні принципи композитора базуються на поєднанні контрастних, навіть протилежних сфер зі всього арсеналу засобів музичної виразності: симфонізму як принципу інтонаційного розвитку та джазового інструментарію, українського архаїчного мелосу та електронних фактур і т. ін. Оркестровки відзначаються блиском та барвистістю. Його творам притаманні масштабність симфонічних форм та жанровість, демократичність водночас.

### Музика до ігрових кіно- і телефільмів
1. 1983 — Бравий солдат Гашек (Бравый солдат Гашек). Київська студія «Укртелефільм», Держтелерадіо України.
2. 1983 — Зона ризику (Зона риска), у 3-х серіях. Київська студія «Укртелефільм», Держтелерадіо України.
3. 1986 — Помста (Месть). Держтелерадіо України, Київ.
4. 1986 — Остання електричка (Последняя электричка). Київська студія «Укртелефільм».
5. 1989 — Жах та й годі (Тихий ужас). Київська кіностудія ім. О. Довженка, ТО «Дебют». Приз «Срібне яблуко» на фестивалі дебютів, Київ, 1989.
6. 1990 — Я той, хто є… (Я тот, кто есть…). Київська кіностудія ім. О. Довженка, ТО «Дебют».
7. 1990 — Розпад (Распад / Decay). Київська кіностудія ім. О. Довженка, «Пітер Алембік Груп», «Пасіфік Фанд» (США). Фільм отримав численні нагороди, серед яких Золота медаль на Венеціанському кінофестивалі (1990)
8. 1990 — Фуфель (Фуфель). ВТО «Піраміда-Менатеп» (Росія), ВТО «Либідь», Київська студія «Укртелефільм».
9. 1991 — Постскриптум (Постскриптум). Київська кіностудія ім. О. Довженка, ТО «Дебют».
10. 1991 — Охоронець (Телохранитель). ВТО «Піраміда-Менатеп» (Росія), Київська кіностудія ім. О. Довженка.
11. 1991 — Окаянна (Окаянная). Київська кіностудія ім. О. Довженка, ТО «Дебют». Приз за найкращу режисерську роботу та за найкращу музику на Міжнародному фестивалі «Молодість», 1992.
12. 1992 — Фестиваль смерті (Фестиваль смерти / Le Tourbillon). «Макмель-фільм», Франція. Фільм отримав численні нагороди, серед яких «Велика медаль журі» на Міжнародному кінофестивалі країн Середземномор'я (Корсика), 1992.
13. 1992 — Фатальні діаманти (Алмазы шаха). ВТО «Либідь», Київська студія «Укртелефільм».
14. 1992 — Гра всерйоз (Игра всерьез). ВТО «Ірен» (Росія), Київська кіностудія ім. О. Довженка.
15. 1993 — Грішниця в масці (Грешница в маске / Sunderin in Maske). «ЦЦЦ Фільмкунст унд Продукціон» (Німеччина).
16. 1993 — Вперед, за скарбами гетьмана! (Вперед, за сокровищами гетмана! / Hunt for the Cossack Gold!). «ОмніСфера Інвестментс», «Лос-Анджелес Ентертейнмент» (США), ВТО «Фест-Земля» (Україна). Приз «Надія» Міністерства культури України на Ялтинському кінофестивалі, 1993, приз глядацького журі на 37-му Міжнародному фестивалі авторського фільму в Сан-Ремо (Італія), 1994.
17. 1994 — Шамара (Шамара). Національна кіностудія ім. О. Довженка. Фільм отримав численні нагороди, серед яких Державна премія України ім. О. Довженка, 1996, приз за пошук нових кінематографічних засобів виразності на Міжнародному кінофестивалі в Мінську (Білорусь), 1994.
18. 1996 — 1999 — Шоу довгоносиків (Шоу долгоносиков). ТО «Про-ТВ». Головний приз фестивалю «Золота ера», 1997.
19. 1998 — Дві Юлії (Две Юлии). ТО «Гагарін-Медіа», Національна кіностудія ім. О. Довженка. Приз «Арсенал» за найкращий фільм року на Міжнародному фестивалі «Молодість», 1998, приз журі та кінокритиків на Міжнародному фестивалі «Кіношок» країн СНД та Балтії, 1998.
20. 2003 — Нелюд / Евіленко (Нелюдь / Evilenko). «Пасіфік Пікчерз СРЛ» (США, Італія). Саундтрек «Il Cielo in una Stanza», аранжування.
21. 2006 — Прорвемось! (Прорвемся!). ТО «Пре-продакшн», Київ
22. 2008 — Гроші для доньки (Деньги для дочери). ТО «Стар Медіа Продакшн» (Росія — Україна).
23. 2008 — Кава по-диявольськи (Кофе по-дьявольски), у 2-х серіях. ТО «Стар Медіа Продакшн» (Росія — Україна).
24. 2009 — Осінні квіти (Осенние цветы), у 4-х серіях. ТО «Стар Медіа Продакшн» (Росія — Україна).
25. 2009 — Осінні турботи (Осенние заботы). ТО «Піраміда» (Росія)
26. 2009 — Поїзд, що зник (Поезд, который исчез), у 2-х серіях. ТО «Стар Медіа Продакшн» (Росія — Україна).
27. 2010 — Безжалісне кохання (Беспощадная любовь), у 2-х серіях. ТО «Стар Медіа Продакшн» (Росія — Україна).
28. 2010 — Наступна зупинка — смерть (Следующая станция — смерть), у 2-х серіях. ТО «Стар Медіа Продакшн» (Росія — Україна).
29. 2011 — Сонцеколо (Солнцекруг). ТО «Фреш продакшн», Київ.
30. 2013 — Іван Сила. «Інсайтмедіа», Держкіно України, Київ. Державна премія Кабінету Міністрів України імені Лесі Українки, 2014.

Музика до неігрового кіно, анімації
1. 1986 — Чорнобиль: Два кольори часу (Чернобыль, два цвета времени), фільм I. Київська студія «Укртелефільм». Приз в номінації «Найкращий фільм року» на фестивалі документального кіно в Мінську (Білорусь), 1987.
2. 1987 — Чорнобиль: Два кольори часу (Чернобыль, два цвета времени), фільм II. Київська студія «Укртелефільм».
3. 1987 — СНІД — чума XX століття (СПИД — чума XX века). Київська кіностудія ім. О. Довженка, ТО «Дебют».
4. 1999 — Це твоя країна (Это твоя страна). Цикл з 10-ти відеокліпів. «Рєкун-фільм», «Мосфільм» (Росія).
5. 2006 — Битва за печиво (Битва за печенье). Анімація. ТО «Мнемософт», Київ.
6. 2007 — НАТО: свій чи чужий? (НАТО: свой или чужой?). 10 серій. ТО «Розмай», Київ.
7. 2009 — Стати твердим (Стать твёрдым). Анімація. (У співавторстві з М. Абакумовим.) Державна служба кінематографії та ТО «Новатор Фільм», Київ. Серед нагород — «Срібний витязь» на XX Міжнародному кінофорумі «Золотий витязь» (Росія), Приз глядацьких симпатій на фестивалі Etuda в Кракові (Польща), 2011.
8. 2010 — Шарфик (Шарфик / Sharfik). Анімація. «ЕлСіЕйДі Секвеншелістс» (США). Приз за найкращу музику на фестивалі The Clearwater Film and Music Festival (США), 2011. Фільм отримав ще 12 нагород, серед яких «Золотий орел» на фестивалі CINE (США)

## Звання та нагороди
- Заслужений діяч мистецтв України
- Володар призу за найкращу музику до кінофільму на Міжнародному фестивалі Clearwater Film and Music Festival (США) (2011)
- Володар призу за найкращу музику до кінофільму на Міжнародному фестивалі «Молодість» (Україна) (1990)
- Лауреат Міжнародного конкурсу популярної музики MESAM за категорією International Golden Hit (Югославія) (1989)

## Інше
Протягом багатьох років І. Стецюк плідно співпрацює з такими виконавцями, як Т. Повалій (Україна), Лариса Доліна (Росія), К. Ріттель-Кобилянський (Німеччина), Т. Невілл, С. Лоукола (США), М. Карлос (Куба), Оркестр під керуванням М. Фінберга (Білорусь), Оркестр Стокгольмського радіо та телебачення (Швеція) та багатьма іншими.
Був одним з засновників Оркестру солістів Національної радіокомпанії України «Радіобенд Олександра Фокіна», музичним керівником та головним диригентом якого працював з 1999 до 2003 рр.
У 2011 році прийняв запрошення Європейської Мовної Юнії (Europian Broadcast Union) та датської компанії Swinging Europe очолити Об'єднаний оркестр Європи.
З 1996 р. він виступає як музичний керівник сценічних та телевізійних шоу. В 2005 р. він створив музичне оформлення міжнародного конкурсу «Євробачення». Стецюк також займається дослідницькою діяльністю в галузі електронного синтезу звуку, він є автором наукових статей.

## Дискографія
1. Larisa Dolina. The Best (збірка), © Saint-Petersburg Entertainment (США), 2010
2. Jazz Коло/Piano Kolo. Антологія українського джаза (збірка), © Tempora (Україна), 2009
3. Flower Duet, © Trik Records (США), 2005
4. Відлуння століття, © Film Plus Production (Україна), 2004
5. Il Cielo in una Stanza (саундтрек до кінофільму «Evilenko»), © Pacific Pictures SRL (США — Італія), 2004
6. JVC Jazz Sympho, © Japan Victory Company, Росток-Рекордс (Україна), 2003
7. Volare (сингл), © Росток-Рекордс (Украина), 2001
8. Гімн України (сингл), © ICTV, Росток-Рекордс (Україна), 2001
9. Radioband — живий звук, © Росток-Рекордс (Украина), 2001
10. Черемуха (саундтрек до телесеріалу «Спасибо за то, что ты есть»), © Росток-Рекордс (Україна), 2001
11. Эпиграф (Лариса Долина), © Лдстудия (Росія), 2000
12. Скоро Різдво (збірка), © Росток-Рекордс (Україна), 1999
13. Fascination Music, © Росток-Рекордс (Україна), 1999

## Інтерв'ю
- Виктория Бобёр. Во главе Европы всей (пока только в джазе) // Щотижневик «2000»
- Ольга Кизлова. Композитор Игорь Стецюк: «Украинская музыка полностью выходит из-под власти профессионалов» // «Зеркало недели. Украина»
- Игорь Стецюк: «Будем считать, что музыка станет первым мостиком Украины в Евросоюз» // «Сходи до Неба»
- Полина Григорьева. Киномузыка и музыка из фильма… или кто чего автор?[недоступне посилання з травня 2019] // «Обозреватель»
- Киномузыка Игоря Стецюка // «Fresh Production»
- Игорь Стецюк: «Музыка может быть любой, но она хоть иногда должна быть красивой» // «Сходи до Неба»